# AstraZeneca
AstraZeneca plc je eno največjih svetovnih farmacevtskih podjetij, nastalo leta 1999 z združitvijo švedske družbe Astra in britanske Zeneca. Glede na prihodke je sedmo največje farmacevtsko podjetje na svetu.